# 瑪麗鯪脂鯉
瑪麗鯪脂鯉（学名：Prochilodus mariae）為輻鰭魚綱脂鯉目脂鯉亞目鯪脂鯉科的其中一個種，分布於南美洲奧里諾科河流域，體長可達37公分，棲息在河川底中層水域，生活習性不明。